# Moheda landskommun
Moheda landskommun var en tidigare kommun i Kronobergs län.

## Administrativ historik
När 1862 års kommunalförordningar trädde i kraft den 1 januari 1863 inrättades i Moheda socken i Allbo härad i Småland denna kommun. 
13 juni 1947 inrättades Moheda municipalsamhälle inom kommunen. Detta upplöstes med utgången av 1954.
I samband med den riksomfattande kommunreformen 1952 bildade Moheda storkommun genom sammanläggning med de tidigare kommunerna Mistelås, Ormesberga, Slätthög och Ör.
Nästa indelningsreform innebar att den år 1952 bildade kommunen Moheda delades 1971, varvid Ormesberga och Örs församlingar gick till Växjö kommun, medan Mistelås, Moheda och Slätthögs församlingar fördes till Alvesta kommun.
Kommunkoden 1952–70 var 0721.

### Kyrklig tillhörighet
I kyrkligt hänseende tillhörde kommunen Moheda församling. Den 1 januari 1952 tillkom församlingarna Mistelås, Ormesberga, Slätthög och Ör.

## Geografi
Moheda landskommun omfattade den 1 januari 1952 en areal av 334,21 km², varav 304,87 km² land.

### Tätorter i kommunen 1960
| Tätort    | Folkmängd |
| --------- | --------- |
| Moheda    | 985       |
| Torpsbruk | 353       |

Tätortsgraden i kommunen var den 1 november 1960 30,8 procent.

## Politik

### Mandatfördelning i valen 1938–1966
| 11 | 9 | 2 | 3 |

| 24 |

| 13 | 7 | 2 | 3 |

| 24 |

| 12 | 8 | 2 | 3 |

| 22 |

| 10 |  | 13 | 5 | 6 |

| 35 |

|  | 10 | 12 | 5 | 7 |

| 32 |

| 7 | 4 | 13 | 4 | 7 |

| 32 |

|  | 9 | 2 | 12 | 4 | 7 |

| 32 |

|  | 7 | 3 | 12 | 3 |  | 8 |

| 32 |